# Колдвел (Њу Џерзи)
Колдвел (енгл. Caldwell) град је у америчкој савезној држави Њу Џерзи.

## Демографија
По попису из 2010. године број становника је 7.822, што је 238 (3,1%) становника више него 2000. године.
| Група             | 2000.         | 2010.         |
| Белци             | 6.686 (88,2%) | 6.306 (80,6%) |
| Афроамериканци    | 172 (2,3%)    | 260 (3,3%)    |
| Азијати           | 308 (4,1%)    | 369 (4,7%)    |
| Хиспаноамериканци | 352 (4,6%)    | 786 (10,0%)   |
| Укупно            | 7.584         | 7.822         |